# Acrocercops bifasciata
Acrocercops bifasciata là một loài bướm đêm thuộc họ Gracillariidae. Nó được tìm thấy ở Cameroon,Cộng hòa Dân chủ Congo, Malawi, Nigeria, Somalia, Sudan, Tanzania, Gambia, Uganda và Ấn Độ.
Ấu trùng ăn loài Abelmoschus esculentus, các loài Abutilon, các loài Gossypium (bao gồm Gossypium barbadense), Malva và Urena lobata. Chúng có thể ăn lá nơi chúng làm tổ.